# Matrice de Hadamard

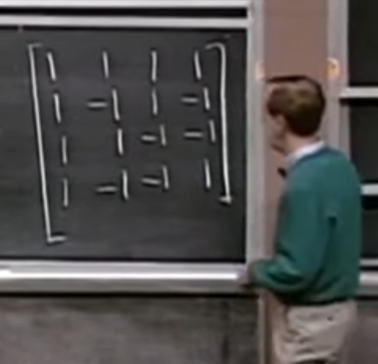
Gilbert Strang exposant la conjecture d'Hadamard au MIT en 2005.

Une matrice de Hadamard est une matrice carrée dont les coefficients sont tous 1 ou –1 et dont les lignes sont toutes orthogonales entre elles. Le nom retenu pour ces matrices rend hommage au mathématicien français Jacques Hadamard. Des exemples de telles matrices avaient été donnés par James Joseph Sylvester.
Pour une matrice {\displaystyle H} d'ordre {\displaystyle n}, la propriété d'orthogonalité des lignes peut également s'écrire sous la forme
{\displaystyle H~^{\operatorname {t} }\!H=nI_{n}\quad }
où In est la matrice identité d'ordre {\displaystyle n} et t{\displaystyle H} est la matrice transposée de {\displaystyle H}.
Exemples :
{\displaystyle H_{1}={\begin{pmatrix}1\end{pmatrix}}}
{\displaystyle H_{2}={\begin{pmatrix}1&1\\1&-1\end{pmatrix}}}
{\displaystyle H_{4}={\begin{pmatrix}1&1&1&1\\1&-1&1&-1\\1&1&-1&-1\\1&-1&-1&1\end{pmatrix}}}

## Propriétés
Une matrice réelle {\displaystyle M} d'ordre {\displaystyle n}, dont les éléments sont bornés, {\displaystyle |M_{ij}|\leq 1} atteint l'égalité dans l'inégalité de Hadamard
{\displaystyle |\operatorname {det} (M)|\leq n^{n/2}}
si et seulement si c'est une matrice de Hadamard. 
Certaines opérations élémentaires transforment une matrice de Hadamard en une autre : permutation de lignes ou de colonnes, multiplication d'une ligne ou d'une colonne par -1.
La transposée d'une matrice de Hadamard est encore une matrice de Hadamard.

### Construction de Sylvester
Les premiers exemples de matrices de Hadamard sont dus au mathématicien James Joseph Sylvester. 
La construction est basée sur la propriété suivante. Si {\displaystyle H} est une matrice de Hadamard d'ordre {\displaystyle n}, alors la matrice
{\displaystyle {\begin{pmatrix}H&H\\H&-H\end{pmatrix}}}
est une matrice de Hadamard d'ordre {\displaystyle 2n}. 
En appliquant cette construction de façon itérative, on construit la suite des matrices de Walsh, ou de Sylvester
{\displaystyle H_{1}={\begin{pmatrix}1\end{pmatrix}},}
{\displaystyle H_{2}={\begin{pmatrix}1&1\\1&-1\end{pmatrix}},}
puis (en utilisant la notation du produit de Kronecker)
{\displaystyle H_{2^{k}}={\begin{pmatrix}H_{2^{k-1}}&H_{2^{k-1}}\\H_{2^{k-1}}&-H_{2^{k-1}}\end{pmatrix}}=H_{2}\otimes H_{2^{k-1}},}
Les matrices construites par la méthode de Sylvester ont certaines propriétés intéressantes. Ce sont des matrices symétriques de trace nulle. Les éléments de la première colonne et de la première ligne sont tous positifs. Dans chaque autre ligne ou colonne, la moitié des éléments est positive. 
Ces matrices sont étroitement liées aux fonctions de Walsh.

## Ordre d'une matrice de Hadamard
L'ordre d'une matrice de Hadamard est nécessairement 1, 2 ou un multiple de 4,.
La construction de Sylvester montre qu'il existe des matrices de Hadamard d'ordre 2k pour tout entier naturel k.
La construction de matrices de Hadamard d'ordres 12 et 20 est due à Hadamard lui-même. Plus généralement, Raymond Paley a démontré que pour qu'un entier n > 0 multiple de 4 soit l'ordre d'une matrice de Hadamard, il suffit que n – 1 ou n/2 – 1 soit une puissance de nombre premier,. Sa méthode utilise les corps finis. D'autres méthodes pour la construction de matrices de Hadamard sont maintenant connues.

### Conjecture de Hadamard
La question ouverte la plus importante à propos des matrices de Hadamard est celle de leur existence. 
D'après la conjecture de Hadamard (1893), 

pour tout entier n > 0 multiple de 4, il existe une matrice de Hadamard d'ordre n.
Paley a formulé explicitement la conjecture de Hadamard, qui lui est parfois attribuée.
À la suite de l'annonce de la découverte d'une matrice de Hadamard d'ordre 428 le 21 juin 2004 par Hadi Kharaghani et Behruz Tayfeh-Rezaie, le plus petit ordre multiple de 4 pour lequel aucune matrice de Hadamard n'est connue est actuellement 668.

## Application
Les matrices de Hadamard sont utilisées dans les codes correcteurs comme celui de Reed-Muller, ou encore pour réaliser les plans d'analyse sensorielle et les plans d'expériences factoriels.